# Suzuki Escudo Pikes Peak
La Suzuki Escudo Pikes Peak è un'autovettura da corsa costruita dal reparto sportivo della Suzuki, che sostituì la Suzuki Cultus Pikes Peak (a due motori termici), precedentemente utilizzata nel 1992 e preparata da Nobuhiro Tajima della Suzuki Sport.
Originariamente anche la Escudo nella sua prima versione venne munita di due motori (ciascuno motore è un 2500 cc V6 biturbo) ed è riconoscibile per la livrea bianca, ma successivamente con la seconda versione del veicolo, venne utilizzata un'unica motorizzazione (motore 2700 cc V6 biturbo) e venne adottata una livrea rossa.
È stata progettata per partecipare alla cronoscalata statunitense Pikes Peak International Hill Climb, vincendo nel 1995 con alla guida Nobuhiro Tajima su un circuito accorciato. Partecipò anche nelle edizioni successive, venendo però battuta dal pilota Rod Millen sulla Toyota Celica nel 1996-1997 e poi sulla Toyota Tacoma 1998-1999.

## Palmarès
- nella Pikes Peak con Nobuhiro Tajima nel 1995